# Tenebroides marginatus
Tenebroides marginatus is een keversoort uit de familie schorsknaagkevers (Trogossitidae). De wetenschappelijke naam van de soort werd in 1811 gepubliceerd door Ambroise Marie François Joseph Palisot de Beauvois.